# Ricinusolie
Ricinusolie, også kendt under navnet amerikansk olie, udvindes ved presning af de modne frø af olieplanten, også kaldet ricinus (Ricinus communis).
Olien har en kraftigt laksativ virkning og har af samme grund været brugt til "renselse" af tarmsystemet.
Ricinusolie bruges bl.a til motorolie og har mere end tusind patenterede anvendelsesmuligheder i industrien.